# رومان بيوس
رومان بيوس (21 سبتمبر 1992 ببازل في سويسرا - ) هو لاعب كرة قدم سويسري في مركز الوسط. شارك مع منتخب سويسرا تحت 17 سنة لكرة القدم ومنتخب سويسرا تحت 19 سنة لكرة القدم ومنتخب سويسرا تحت 20 سنة لكرة القدم. أما مع النوادي، فقد لعب مع نادي آراو ونادي بازل ونادي ثون ونادي سانت غالن ونادي فولن ونادي لوكارنو.

## وصلات خارجية
- رومان بيوس على موقع قاعدة بيانات كرة القدم.إي يو (الإنجليزية)
- رومان بيوس على موقع Soccerway.com (الإنجليزية)
- رومان بيوس على موقع عالم كرة القدم.نت (الإنجليزية)